# 25045 Baixuefei
25045 Baixuefei este un asteroid din centura principală de asteroizi.

## Descriere
25045 Baixuefei este un asteroid din centura principală de asteroizi. A fost descoperit pe 17 august 1998 la Socorro, New Mexico, în cadrul proiectului LINEAR. Asteroidul prezintă o orbită caracterizată de o semiaxă mare de 2,27 ua, o excentricitate de 0,15 și o înclinație de 7,0° în raport cu ecliptica.